# Connacht

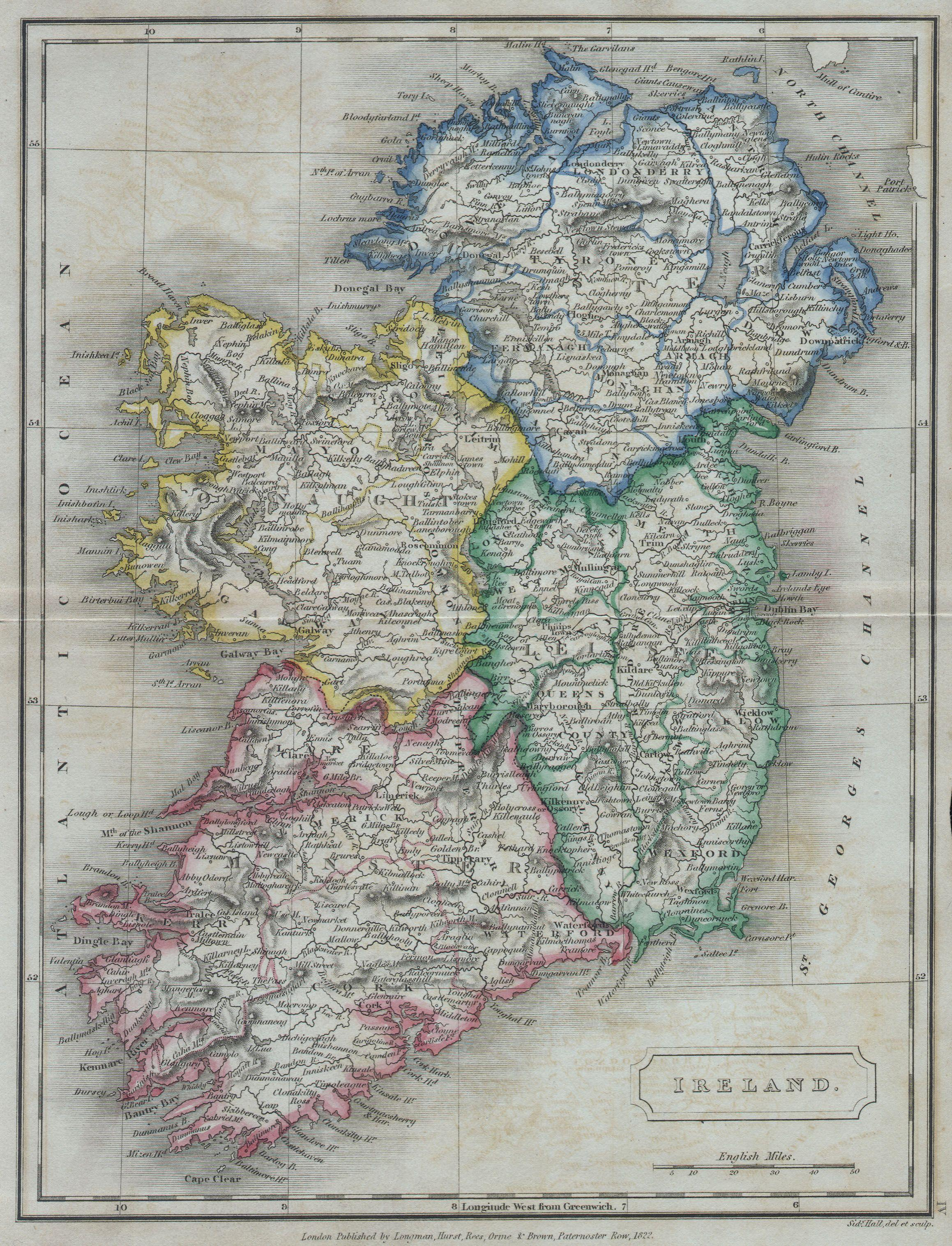
Karte von 1822 mit den vier historischen Provinzen Irlands

Flagge der Provinz Connacht

Connacht (ˈkɒnɔːt; englische Schreibweise Connaught; ir.: Connachta ˈkunəxtə, Land der Nachkommenschaft von Conn) ist die nordwestliche der historischen Provinzen von Irland und umfasst heute die Grafschaften (englisch Counties) Galway, Mayo, Sligo, Leitrim und Roscommon. Die Provinz hat 550.742 Einwohner (Stand 2016) und eine Fläche von 17.713 km2. Die größte Stadt ist Galway.

## Die Legende
Connacht spielte eine maßgebliche Rolle in der Táin Bó Cuailnge, einem mittelalterlichen irischen Epos. Es ist die Region, in der Medb und Ailill mac Máta auf Rathcroghan oder Rath Cruachain herrschten und in Irland die Macht im Kampf gegen Ulster anstrebten. Cet mac Mágach ist ihr großer Held. Connacht wurden vom weisen Fintan die Eigenschaften Gelehrsamkeit, Geschichte, Geschichten-Erzählen und Wissen zugeordnet.
Als König Conchobor über die Provinz Ulster herrschte, unterhielten sich Medb und Ailill im Ehebett darüber, wer von ihnen in seiner Herde den besten Stier habe. Es stellte sich heraus, dass der König den besseren Stier besaß, die Königin wollte deshalb einen noch besseren. Der Donn Cuailnge lebte allerdings in Ulster. So wurden Boten zu Conchobar geschickt. Medb versprach ihm ihre willigen Schenkel, doch der König gab den Stier nicht heraus. Dies führte zu einem großen Krieg. Die Provinz Ulster war geschwächt, weil der König die besten Helden aus seinem Land verbannt hatte und diese auf der Seite des Gegners kämpften, und weil Ulster unter dem Bann einer Sidhe stand, der bewirkte, dass seine Männer für einige Zeit kampfunfähig sind, weil sie in den Wehen liegen. Aber der siebzehnjährige Cuchulain ist übermenschlich stark. Cuchulain steht dem feindlichen Heer bzw. Teilen daraus allein gegenüber. Beim Feind kämpfen seine Freunde, die verbannten Helden. Cuchulain gelingt es, so lange standzuhalten, bis die Männer von Ulster wieder kampffähig sind. Zuletzt kämpfen die beiden Stiere gegeneinander: Donn Cuailnge, der Stier von Ulster siegt zwar, stirbt aber nach dem Kampf an Erschöpfung.

## Connacht heute
In der Republik Irland haben die Provinzen heute keine Bedeutung mehr für die Verwaltung des Staates, sie spielen aber im Sport eine Rolle, da dieser in Irland oft auf regionaler Basis organisiert ist.
Connacht war in der Neuzeit die ärmste und am stärksten benachteiligte Region Irlands, in der zu leben als Strafe angesehen wurde. Es galt lange als „Sibirien Irlands“. To hell or to Connacht („Zur Hölle oder nach Connacht“) – dies war die Wahl, die vielen Iren blieb, als Oliver Cromwell im 17. Jahrhundert Irland eroberte. So war Connacht auch am stärksten von der Großen Hungersnot von 1845–1849 betroffen.

## Museen und Besucherzentren
Co. Galway
- Aran Centre in Galway
- Aughnanure Castle
- Aughrim Interpretative Center
- Dan O’Hara’s Heritage Center, bei Clifden
- Dunguaire Castle
- Leenane Cultural Center
- Thoor Ballylee (William Butler Yeats)

Co. Leitrim
- Sliabh-an-Iarainn Visitors Center
- Parkes’ Castle

Co. Mayo
- Céide Fields
- Foxford, Woolen Mills
- Granuaile Cender, Louisburgh
- Knock Folk Museum, Knock
- Mayo North, Enniscoe
- Westport House

Co. Roscommon
- Boyle Abbey
- Conalis House, Castlerea
- The King House, Boyle
- Strokestown Park, Strokestown, National Famine Museum

Co. Sligo
- Carrowmore Megalithic Cemetery
- Sligo Abbey
- Sligo County Museum, Sligo